# Вибова награда
Вибова награда носи име преминулог сатиричара, Владимира Булатовића Виба, установљена је 1994. године и додељује се младим писцима за допринос у области сатире. Награду чине плакета са Вибовим ликом, рад вајара Љубинке Савић-Граси, новчани део и комплет књига Владе Булатовића Виба.
Досадашњи добитници Вибове награде су:
- Горан Гаћеша 1994.
- Зоран Станојевић 1995.
- Томислав Марковић 1996.
- Владан Сокић 1997.
- Драган Огњеновић 1998.
- Александар Новаковић 1999.
- Нинус Несторовић 2000.
- Слободан Симић 2001.
- Александар Чотрић 2002.
- Горан Докна 2003.
- Сергеј Скорипан 2004.
- Ненад Вујетић 2005.
- Александар Стојадиновић 2006.
- Бојан Љубеновић 2007.
- Миодраг Стошић 2008.
- Срђан Динчић 2009.
- Ненад Вучетић 2010.
- Горан Мракић 2011.
- Бојан Рајевић 2012.
- Владимир Драмићанин 2013.
- Станислав Томић 2014.[1]
- Ненад Ћорилић 2015.
- Братислав Костадинов 2016.[2]
- Владимир Ћалић 2017.[3]
- Игор Дамњановић 2018.[4]
- Марко Миљковић 2019.[5]
- Жељко Желе Јовановић 2020.[6]
- Јован Зафировић 2021.[7]
- Јелена Вукелић 2022.[8]